# Nansenia pelagica
Nansenia pelagica är en fiskart som beskrevs av Kawaguchi och Butler, 1984. Nansenia pelagica ingår i släktet Nansenia och familjen Microstomatidae. Inga underarter finns listade i Catalogue of Life.